# 完顏玄齡
完顏玄齡（?—?），金朝皇族，为金宣宗第四子，生母不详。一说是丽妃史氏，一说他和莊献太子完颜守忠同母。

## 生平
金宣宗一共四个儿子，长子是莊献太子完颜守忠、次子是荆王完颜守纯、第三子就是后来的金哀宗完颜守绪。完顏玄龄早卒，没有封任何爵位。也没有谥号。

## 母
- 丽妃史氏，一说完顏玄齡和莊献太子完颜守忠同母，完颜守忠的母亲没有记载，有可能也是史丽妃所生。

## 传記資料
- 《金史》列传第三十一○显宗诸子、章宗诸子、卫绍王子、宣宗三子、独吉思忠、承裕、仆散揆、抹捻史乂搭、宗浩：玄龄，或曰莊献太子母弟，早卒，未封爵。或曰丽妃史氏所生。